# L'Scooby-Doo! El campament de la por
L'Scooby-Doo! El campament de la por (títol original en anglès, Scooby-Doo! Camp Scare) és una pel·lícula animada de misteri i comèdia del 2010. Representa la quinzena pel·lícula distribuïda directament a vídeo basada en els dibuixos animats d'Scooby-Doo. Es va estrenar el 14 de setembre de 2010. La pel·lícula es va estrenar set mesos després de l'estrena de L'Scooby-Doo! Abracadabra-Doo. La a pel·lícula va vendre 53.389 unitats durant la seva primera setmana i, el gener de 2013, n'havia venut aproximadament 194.000. S'ha doblat al català.